# Ghostly International
Gosthly International es un sello estadounidense de música independiente, integrado por artistas como Matthew Dear, Dabrye (Tadd Mullinix), Com Truise, Tycho, Gold Panda, School of Seven Bells, Mux Mool y Shigeto.

## Historia
Este sello de música electrónica fue fundado en el año 1998 en Ann Arbor, Míchigan, por Sam Valenti IV, quien fue criado en los suburbios de Detroit y se convirtió en gran fanático de la cultura “underground” que se evidenciaba en algunos clubes de la zona. Valenti se convirtió después en DJ, llamándose a sí mismo como “DJ Spaceghost”, nombre que le dio reconocimiento en la escena, y posteriormente creó el logotipo que usaría Ghostly International.
Valenti conoció a Matthew Dear en una fiesta a la que asistieron durante su primera semana en la Universidad de Míchigan en Ann Arbor. El amor que compartían Valenti y Dear por la música electrónica, sobre todo por el sonido del Techno de Detroit, llevó al sello y a Dear a componer el primer sencillo “Hands Up For Detroit”. Después de esto, Goshtly disfrutó de un éxito temprano con álbumes de Mullinix, así como Disco Nouveau, recopilaciones que incluyeron artistas como “Adult”, “Solvent”, “Legowelt”, Daniel Wang, y DMX Krew, inspirados por el movimiento “Italo” disco de los años 70 y 80. 
Desde entonces el sello ha ampliado su enfoque incluyendo grupos como “Skeletons and The Girl-Faced” y “Mobious Band”, cuya base de sonido encaja perfectamente con los sellos que están a la vanguardia del género, de esta forma Gosthly International, pretende ser una experiencia estética completa para quienes lo escuchan. 
Gosthly International trabaja de la mano con otro sello llamado “Spectral Sound”, que orienta su música al estilo “Dance Floor” y en el que trabajan algunos de los mismos artistas como “James T.” y “Cotton”.

Gosthly International y Adult Swim en colaboración lanzaron un álbum gratuito en el que recopilaron varios éxitos del género, disponible para descarga en la página Web de Adult Swim. Fue lanzado con una pista adicional el 27 de enero de 2009 como un CD edición limitada. Una secuela de Gosthly Swim, Gosthly Swim 2, fue lanzada digitalmente el 23 de diciembre de 2014 y en CD el 28 de abril de 2015.
Este sello también ha participado como banda Sonora de distintos videojuegos, entre ellos “Hohokum” para quienes crearon música completamente nueva. Un año más tarde, forman parte de la aclamada banda sonora del juego “Minecraft”, con tracks musicales del músico alemán C418, que fue lanzado al mercado durante un tiempo por Gosthly como un LP de vinilo, el 21 de agosto de 2015, cuatro años después de su lanzamiento digital original por C418.

## Lista de Artistas
- Adult.
- Aeroc
- Beacon
- Choir of Young Believers
- Christopher Willits
- Com Truise
- C418
- Dabrye
- Dauwd
- Fort Romeau
- Gold Panda
- Heathered Pearls
- HTRK
- Jacaszek
- Kate Simko
- Kiln
- Lord RAJA
- Lusine
- Matrixxman
- Matthew Dear
- Michna
- Moderna
- Mux Mool
- Pale Sketcher
- Phantogram
- Recondite
- School of Seven Bells
- Shigeto
- The Sight Below
- Solvent
- Tadd Mullinix
- Tobacco
- Tropic of Cancer
- Tycho
- Ultraísta
- Willits + Sakamoto (Christopher Willits & Ryuichi Sakamoto)
- Xeno & Oaklander